# Кадниково (Тверская область)
Кадниково — деревня в Кимрском районе Тверской области. Входит в состав Приволжского сельского поселения.

## География
Находится в юго-восточной части Тверской области на расстоянии приблизительно 8 км на северо-восток по прямой от районного центра города Кимры на правом берегу Волги.

## История
Известна с 1635 года, когда в ней было 5 дворов. В 1851 году 34 двора. В 1859 году здесь (деревня Калязинского уезда Тверской губернии) было учтено также 34 двора.

## Население
Численность населения: 182 человека (1851 год), 208 (1859), 9 (русские 100 %) в 2002 году, 16 в 2010.